# 全国高等学校野球選手権紀和大会
紀和大会（きわたいかい）は、1916年（第2回）から1977年（第59回）まで、府県レベルの大会にとどまった1941年（第27回）と、一府県一代表が認められた1958年（第40回）・1963年（第45回）・1968年（第50回）・1973年（第55回）の各記念大会を除いて奈良県と和歌山県を対象に行われていた、全国中等学校優勝野球大会および全国高等学校野球選手権大会の地方大会。大会会場は奈良県の橿原球場や和歌山県の紀三井寺球場などで交互に行われていた。
大会名の「紀和」は、大半を和歌山県が占める紀伊国（紀州）と、範囲が奈良県と一致する大和国（和州）を表す。

## 概要
複数の府県から優勝校（代表校）1校を決する地方大会のうち、北陸大会と並んで最も多く行われていた地方大会のひとつで、53回行われた。対象となる県の変更が4度あった北陸大会に対し、奈良県と和歌山県をほぼ特定している大会名の通り、紀和大会は対象となる県の変更が一度もなかった。
1915年（第1回）は奈良県・和歌山県・大阪府を対象に関西大会が行われ、和歌山中が優勝した。1916年（第2回）から紀和大会と大阪大会に分割されたが、第1回大会と第2回大会は奈良県からの参加校がなく、奈良県勢は1917年（第3回）からの参加となった。
1957年（第39回）以前は奈良県勢の優勝2回、和歌山県勢の優勝35回と、和歌山県勢が圧倒していた。特筆されるのが和歌山中の14年連続優勝（関西大会を含む）で、この記録は全国大会の最多連続出場記録となっている。基本的には各県予選勝者による決勝方式だったが、1922年（第8回）および1924年（第10回）から1931年（第17回）までは県予選なし、1957年（第39回）のみ各県予選上位2校ずつの4校による準決勝方式だった。これらのことや1916年（第2回）の奈良県勢不参加もあって、和歌山県勢対決となった決勝が9回ある。
1959年（第41回）以降は天理の台頭や郡山の復活などに伴って奈良県勢の優勝12回、和歌山県勢の優勝4回と形勢が逆転した。

### 消滅後
1979年（第61回）から、記念大会に限り行われていた奈良大会と和歌山大会が毎年行われるようになった。
全国大会における「紀和」対決では、2002年（第84回）の3回戦で智弁和歌山が7-3で智弁学園を下し、2021年（第103回）の決勝で智弁和歌山が9-2で智弁学園を下して21年ぶり3回目の全国制覇を果たしており、いずれも「智弁」対決、かつ、智弁和歌山が勝利している。なお、智弁和歌山は紀和大会消滅後の1979年創部である。ちなみに、選抜高等学校野球大会では1977年春（第49回）の準決勝で箕島が2-0で智弁学園を下している。

## 大会結果
| 年度（大会）         | 優勝校（代表校）     | 決勝スコア | 準優勝校             |
| -------------------- | -------------------- | ---------- | -------------------- |
| 1916年（第2回大会）  | 和歌山中（和歌山）   | 19 - 4     | 高野山中（和歌山）   |
| 1917年（第3回大会）  | 和歌山中（和歌山）   | 24 - 0     | 奈良師範（奈良）     |
| 1918年（第4回大会）  | 和歌山中（和歌山）   | 3 - 1      | 郡山中（奈良）       |
| 1919年（第5回大会）  | 和歌山中（和歌山）   | 15 - 1     | 奈良師範（奈良）     |
| 1920年（第6回大会）  | 和歌山中（和歌山）   | 26 - 0     | 奈良師範（奈良）     |
| 1921年（第7回大会）  | 和歌山中（和歌山）   | 11 - 1     | 郡山中（奈良）       |
| 1922年（第8回大会）  | 和歌山中（和歌山）   | 5 - 0      | 郡山中（奈良）       |
| 1923年（第9回大会）  | 和歌山中（和歌山）   | 5 - 1      | 郡山中（奈良）       |
| 1924年（第10回大会） | 和歌山中（和歌山）   | 18 - 3     | 和歌山商（和歌山）   |
| 1925年（第11回大会） | 和歌山中（和歌山）   | 10 - 0     | 和歌山商（和歌山）   |
| 1926年（第12回大会） | 和歌山中（和歌山）   | 8 - 1      | 和歌山商（和歌山）   |
| 1927年（第13回大会） | 和歌山中（和歌山）   | 1 - 0      | 和歌山商（和歌山）   |
| 1928年（第14回大会） | 和歌山中（和歌山）   | 2 - 0      | 海草中（和歌山）     |
| 1929年（第15回大会） | 海草中（和歌山）     | 13 - 3     | 和歌山商（和歌山）   |
| 1930年（第16回大会） | 和歌山中（和歌山）   | 6 - 4      | 和歌山商（和歌山）   |
| 1931年（第17回大会） | 和歌山商（和歌山）   | 4 - 1      | 郡山中（奈良）       |
| 1932年（第18回大会） | 和歌山中（和歌山）   | 5 - 3      | 郡山中（奈良）       |
| 1933年（第19回大会） | 郡山中（奈良）       | 6 - 3      | 海南中（和歌山）     |
| 1934年（第20回大会） | 海南中（和歌山）     | 5 - 2      | 郡山中（奈良）       |
| 1935年（第21回大会） | 海草中（和歌山）     | 3 - 2      | 郡山中（奈良）       |
| 1936年（第22回大会） | 和歌山商（和歌山）   | 5 - 3      | 郡山中（奈良）       |
| 1937年（第23回大会） | 海草中（和歌山）     | 11 - 1     | 郡山中（奈良）       |
| 1938年（第24回大会） | 海草中（和歌山）     | 17 - 0     | 天理中（奈良）       |
| 1939年（第25回大会） | 海草中（和歌山）     | 6 - 0      | 天理中（奈良）       |
| 1940年（第26回大会） | 海草中（和歌山）     | 12 - 2     | 五條中（奈良）       |
| 1946年（第28回大会） | 和歌山中（和歌山）   | 11 - 3     | 天理二中（奈良）     |
| 1947年（第29回大会） | 海草中（和歌山）     | 9 - 4      | 御所工（奈良）       |
| 1948年（第30回大会） | 桐蔭（和歌山）       | 8 - 1      | 郡山（奈良）         |
| 1949年（第31回大会） | 海南（和歌山）       | 2 - 1      | 天理（奈良）         |
| 1950年（第32回大会） | 新宮（和歌山）       | 2 - 1      | 郡山（奈良）         |
| 1951年（第33回大会） | 県和歌山商（和歌山） | 2 - 1      | 高田（奈良）         |
| 1952年（第34回大会） | 新宮（和歌山）       | 1 - 0      | 郡山（奈良）         |
| 1953年（第35回大会） | 御所実（奈良）       | 6 - 0      | 向陽（和歌山）       |
| 1954年（第36回大会） | 新宮（和歌山）       | 5 - 2      | 高田（奈良）         |
| 1955年（第37回大会） | 新宮（和歌山）       | 1 - 0      | 高田（奈良）         |
| 1956年（第38回大会） | 新宮（和歌山）       | 2 - 0      | 郡山（奈良）         |
| 1957年（第39回大会） | 県和歌山商（和歌山） | 2 - 1      | 伊都（和歌山）       |
| 1959年（第41回大会） | 天理（奈良）         | 6 - 1      | 南部（和歌山）       |
| 1960年（第42回大会） | 御所工（奈良）       | 3 - 2      | 新宮（和歌山）       |
| 1961年（第43回大会） | 桐蔭（和歌山）       | 1 - 0      | 御所工（奈良）       |
| 1962年（第44回大会） | 天理（奈良）         | 3 - 1      | 新宮（和歌山）       |
| 1964年（第46回大会） | 海南（和歌山）       | 4 - 2      | 天理（奈良）         |
| 1965年（第47回大会） | 天理（奈良）         | 3 - 1      | 県和歌山商（和歌山） |
| 1966年（第48回大会） | 郡山（奈良）         | 3 - 1      | 向陽（和歌山）       |
| 1967年（第49回大会） | 市和歌山商（和歌山） | 3 - 0      | 田原本農（奈良）     |
| 1969年（第51回大会） | 御所工（奈良）       | 4 - 1      | 箕島（和歌山）       |
| 1970年（第52回大会） | 箕島（和歌山）       | 5 - 4      | 郡山（奈良）         |
| 1971年（第53回大会） | 郡山（奈良）         | 1 - 0      | 市和歌山商（和歌山） |
| 1972年（第54回大会） | 天理（奈良）         | 8 - 4      | 桐蔭（和歌山）       |
| 1974年（第56回大会） | 郡山（奈良）         | 5 - 1      | 向陽（和歌山）       |
| 1975年（第57回大会） | 天理（奈良）         | 1 - 0      | 伊都（和歌山）       |
| 1976年（第58回大会） | 天理（奈良）         | 3 - 1      | 箕島（和歌山）       |
| 1977年（第59回大会） | 智弁学園（奈良）     | 4 - 1      | 田辺（和歌山）       |